# トルコとブータンの関係
トルコとブータンの関係は、トルコとブータンの外交関係である。トルコとブータンは2012年に国交を樹立した。

## 略歴
ブータンの外交関係は1865年から1947年までイギリスに、1947年から1970年代初期までインドにより管理されていた。その後はブータンの国際連合加盟などがあり、ブータンが1990年代初までに15か国と国交を樹立するに至ったが、外交人員の不足により、当時はニューヨークとジュネーヴに大使館を、ニューデリー、ダッカ、クウェートに公使館を設立する程度にとどまった。トルコとブータンは2012年9月26日に国交を樹立した。在ブータントルコ大使はおらず、在インドトルコ大使がブータンの事務も担当している。
2009年5月にブータンがサイクロン・アイラに襲われたとき、トルコは義援金10万米ドルを提供した。また2011年よりトルコ外務省の外交アカデミーが毎年ブータン外交官1名を青年外交官トレーニング（Young Diplomats Training）に招聘している。このほか、2016年8月にブータン外務省の電子通信インフラを改善するための設備を、2020年2月13日に救急車1台を提供した。
トルコ・ブータン間の貿易総額は1,583,700米ドル（2019年度）である。